# Sofie Svava
Sofie Svava   (Gentofte, 11 d'agost de 2000) és una futbolista danesa que juga al Reial Madrid i a la selecció de Dinamarca. Anteriorment havia jugat al FC Rosengård de la Damallsvenskan sueca i al Brøndby IF de la Elitedivisionen danesa. Juga en la posició de defensa o migcampista esquerre.
El gener de 2020, va ser nomenada per la UEFA com una de les 10 jugadores joves més prometedores d'Europa. Quan el 2022 Svava va fitxar pel Reial Madrid va ser, amb 80.000 euros, el fitxatge més car de la història del futbol femení espanyol.

## Palmarès
- 2022: Copa alemanya de futbol femenina
- 2022: Bundesliga Femenina de Futbol
- 2021: Copa alemanya de futbol femenina
- 2019: Lliga danesa i Damallsvenskan
- 2018: Copa Danesa